# Campeonato Uruguaio de Futebol de 1943
O Campeonato Uruguaio de Futebol de 1943 foi a 12ª edição da era profissional do Campeonato Uruguaio. O torneio consistiu em uma competição com dois turnos, no sistema de todos contra todos. O campeão foi o Nacional.

## Classificação[2]
| Pos | Equipe               | Pts | J  | V  | E | D  | GP | GC | SG  |
| --- | -------------------- | --- | -- | -- | - | -- | -- | -- | --- |
| 1°  | Nacional             | 32  | 18 | 15 | 2 | 1  | 57 | 23 | 34  |
| 2°  | Peñarol              | 27  | 18 | 12 | 3 | 3  | 61 | 22 | 39  |
| 3°  | Miramar              | 17  | 18 | 8  | 1 | 9  | 29 | 45 | -16 |
| 4°  | Defensor             | 16  | 18 | 6  | 4 | 8  | 27 | 32 | -5  |
| 5°  | Montevideo Wanderers | 16  | 18 | 6  | 4 | 8  | 28 | 35 | -7  |
| 6°  | Liverpool            | 15  | 18 | 6  | 3 | 9  | 28 | 36 | -8  |
| 7°  | Central              | 15  | 18 | 6  | 3 | 9  | 30 | 41 | -11 |
| 8°  | Racing               | 15  | 18 | 6  | 3 | 9  | 28 | 46 | -18 |
| 9°  | Sud América          | 14  | 18 | 5  | 4 | 9  | 27 | 33 | -6  |
| 10° | Rampla Juniors       | 13  | 18 | 5  | 3 | 10 | 28 | 30 | -2  |

|  | Campeão.                     |
|  | Rebaixado à Segunda Divisão. |

Promovido para a próxima temporada: River Plate.
| Campeonato Uruguaio de 1943   |
| ----------------------------- |
| Nacional Campeão (18º título) |